# Black and Tans
I Black and Tans, ufficialmente designati come Royal Irish Constabulary Special Reserve, furono un'unità ausiliaria della Royal Irish Constabulary (RIC) istituita nel 1920 durante la guerra di indipendenza irlandese, per iniziativa di Winston Churchill (all'epoca Segretario di Stato per la guerra), oltre che di John French e Frederick Shaw. 
Reclutati principalmente tra gli ex soldati britannici che avevano combattuto durante la prima guerra mondiale, ottennero il loro soprannome (in italiano "nero e tanno") a causa delle uniformi improvvisate spesso costituite da un misto di verde scuro del RIC e di color cachi dell'esercito britannico. 
Nei due anni di attività, fino al 1922, i Black and Tans operarono contro le forze dell'Irish Republican Army nell'ambito della guerra d'indipendenza irlandese, e divennero famigerati a causa delle esecuzioni sommarie e delle azioni particolarmente violente prese contro i rivoltosi irlandesi.